# Zierfischfutter

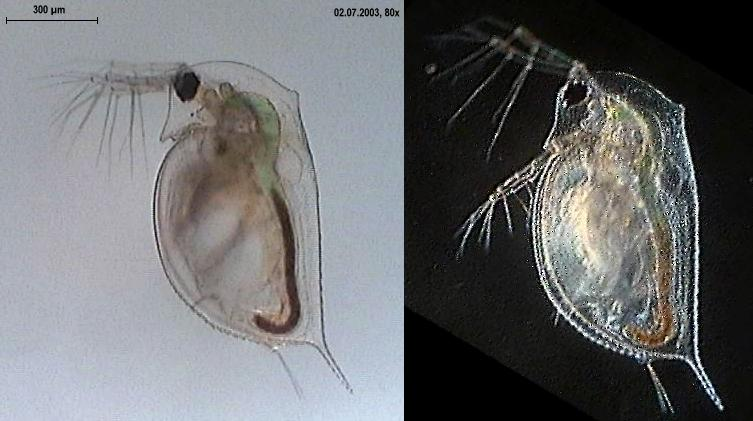
Daphnia spec. – Daphnien gehören zu dem häufig verfütterten Lebendfutter

Als Zierfischfutter bezeichnet man Futter, das in Aquarien und Teichen gehaltenen Zierfischen zur Ernährung angeboten wird. Im Aquaristik-Handel ist getrocknetes, tiefgefrorenes und lebendes Futter erhältlich.

## Trockenfutter

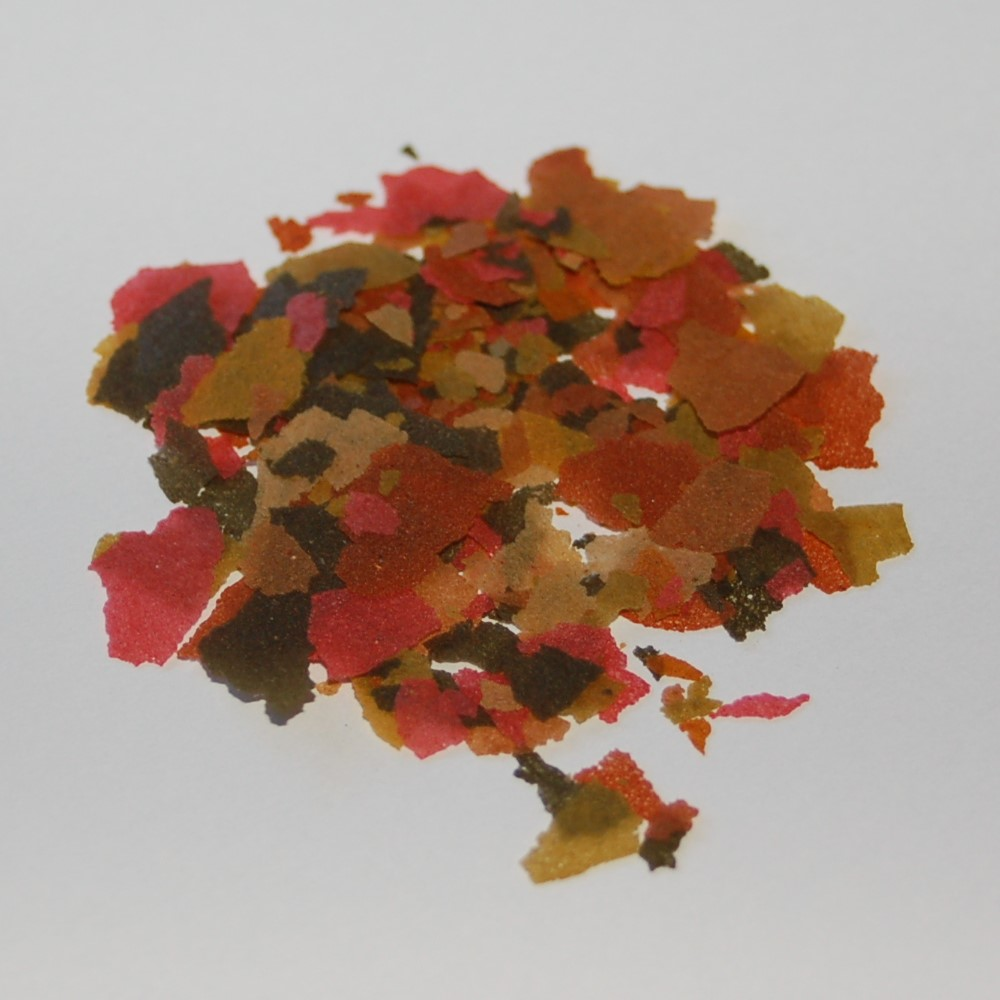
Flockenfutter

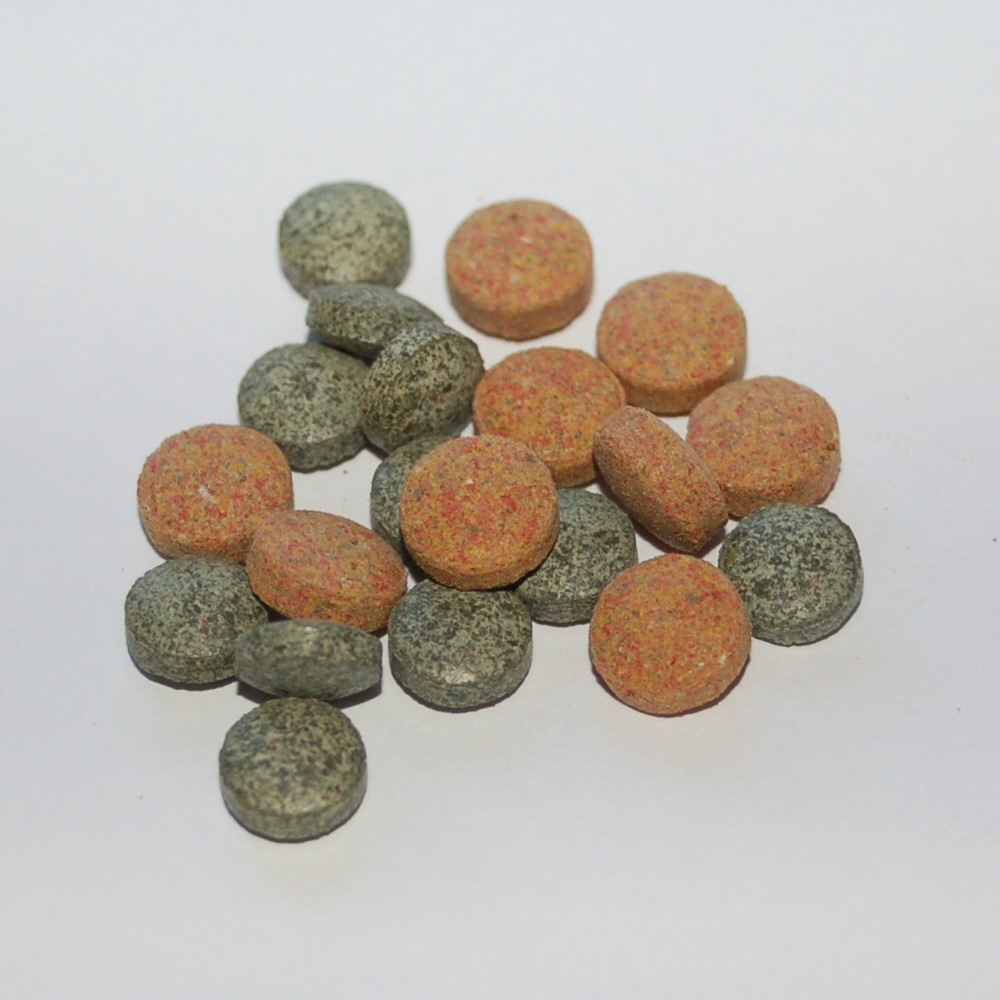
Futtertabletten

Trockenfutter wird in Form von Flocken, Granulat und Futtertabletten angeboten. Die Zusammensetzung ist sehr unterschiedlich und auf die Bedürfnisse unterschiedlicher Fischarten ausgerichtet.
Für Bodenfische wie Welse sowie für die in der Aquaristik mittlerweile beliebten Süßwassergarnelen werden spezielle Futtertabletten, die rasch zu Boden sinken, angeboten. Sie gibt es in rein vegetarischen Varianten für pflanzenfressende Fischarten oder angereichert mit Weichtieren und Krebstieren.

## Tiefkühlfutter
Tiefkühl- oder Frostfutter gibt es in Würfel gepresst, die sehr schnell auftauen. Ähnlich wie das Trockenfutter gibt es auch Frostfutter in einer unterschiedlichen Zusammensetzung. Es kann Mückenlarven, Wasserflöhe, kleine Garnelen, Miesmuschelstücke oder Plankton enthalten.

## Futter aus der Küche
Aquarienfische nehmen eine ganze Reihe von pflanzlichen Nahrungsmitteln als Futter an, die auch in der menschlichen Ernährung eine Rolle spielen. Pflanzenfresser nehmen gerne Salat- oder Spinatblätter an, Karotten- und Gurkenscheiben werden gerne von Welsen abgeraspelt, Kartoffel- und Zucchinischeiben sollten dagegen überbrüht werden, bevor sie den Fischen angeboten werden. Erbsen sollten vor Einbringung ins Aquarium etwas angedrückt werden, damit das weiche Innere für die Fische besser erreichbar ist.
Kleine Stücke von frischem Fisch können gleichfalls angeboten werden. Die Reste müssen jedoch nach dem Füttern wieder entfernt werden, damit das Aquarienwasser nicht zu stark belastet wird. Unterschiedliche Erfahrungen haben Aquarianer dagegen mit der Verfütterung von rohem Rinderherz gemacht.

## Lebendfutter

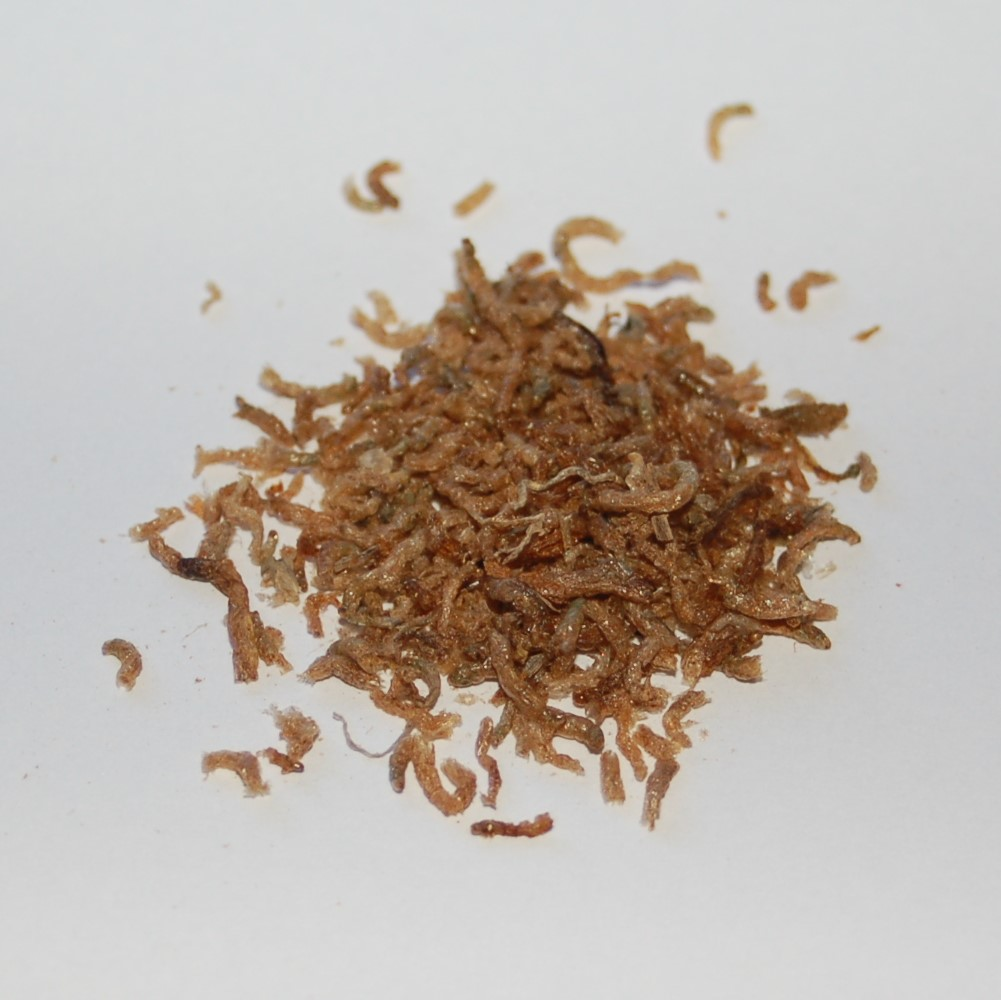
Gefriergetrocknete Mückenlarven

Schon als die ersten Aquarien im 19. Jahrhundert gepflegt wurden, war der Fang von Mückenlarven und Wasserflöhen aus Tümpeln eine typische Beschäftigung von Aquarianern. Lebendfutter stellt eine große und wichtige Bereicherung des Speisezettels von Aquarienfischen dar. Es enthält wichtige Ballaststoffe und kann bei einigen Fischarten außerdem die Laichbereitschaft erhöhen oder gar auslösen. Vom Eigenfang von Lebendfutter sind die meisten Aquarianer jedoch abgegangen. Zum einen ist der Fang nur an nicht geschützten Tümpeln und Teichen erlaubt. Zudem unterliegen die „Fischnährtiere“ und die meisten oberirdischen Gewässer dem Fischereirecht. Es besteht außerdem das Risiko, dass Krankheiten und unerwünschte Organismen mit in das Aquarium eingeschleppt werden. Insbesondere für Tubifex (auch Bachröhrenwürmer genannt) ist belegt, dass sie Krankheiten übertragen können. Sie werden deshalb von den meisten Aquarianern nur noch in tiefgefrorener oder gefriergetrockneter Variante verfüttert.
Lebendfutter aus Aufzuchten bietet der Zoofachhandel an. Geeignet sind auch Salinenkrebse, deren Eier käuflich erworben und dann selber herangezüchtet werden können.
Verfüttert werden können:
- Mückenlarven
- Artemia salina
- Krill
- Wasserflöhe
- Cyclops
- Tubifex
- Kleine Fruchtfliege – Drosophila melanogaster
- Große Fruchtfliege – Drosophila hydei
- Essigälchen
- Pantoffeltierchen – Paramecien
- Mexikanischer Flohkrebs – Hyalella azteca
- Bachflohkrebse – Gammarus pulex
- Enchyträen – Enchytraeus albidus
- Mikrowürmchen